# Tanel Kurbas
Tanel Kurbas (ur. 8 maja 1988 w Tallinnie) – estoński koszykarz występujący na pozycjach rzucającego obrońcy lub niskiego skrzydłowego, reprezentant kraju, obecnie zawodnik Kalev/Cramo.
25 czerwca 2018 został zawodnikiem GTK Gliwice. 10 grudnia opuścił klub.

## Osiągnięcia
Stan na 2 grudnia 2019, na podstawie, o ile nie zaznaczono inaczej.
Drużynowe
- Mistrz:
  - ligi łotewsko-estońskiej (2021)
  - Estonii (2009, 2015, 2019)
  - Słowacji (2018)
- Wicemistrz:
  - Estonii (2011–2014, 2016)
  - Szwecji (2017)
- Brąz ligi estońsko-łotewskiej (2019)
- Zdobywca pucharu Estonii (2008, 2010, 2011, 2013, 2014)
- Finalista pucharu:
  - Estonii (2009, 2015)
  - Alp (2018)
- Uczestnik rozgrywek:
  - Koszykarskiej Ligi Mistrzów (2016/2017)
  - Europe Cup (2015–2017)
  - EuroChallenge (2008/2009, 2012–2015)

Indywidualne
- MVP finałów ligi estońskiej (2015)
- Zaliczony do I składu ligi estońskiej (2014)

Reprezentacja
- Wicemistrz Europy U–18 dywizji B (2006)
- Uczestnik mistrzostw Europy:
  - 2015 – 20. miejsce
  - dywizji B (2011)
  - U–20 dywizji B (2007 – 6. miejsce, 2008 – 4. miejsce)